# Guy II de Baenst
Guy de Baenst (ca. 1430 - voor 1502) was een Vlaams edelman en raadsheer van de Bourgondische hertogen

## Levensloop
Guy II de Baenst was een van de zes kinderen van Guy I de Baenst en Anna De Groote.
Hijzelf trouwde met Josine Masin en ze hadden verschillende zoons en dochters.
Hij was bekend als heer van Melisant en Gapinge.
Hij stierf in Gent en het stoffelijk overschot werd naar Brugge overgebracht en daar begraven in de kerk van het Kartuizerklooster.

## Sluis
Van de verschillende leden van de familie de Baenst was Guy II degene die zich, zoals zijn vader, het nauwst met Sluis verbonden wist.
In 1458 werd hij baljuw van Sluis. Het was in zijn woning in Sluis dat Karel de Stoute en Margaretha van York in 1468 hun huwelijksbeloften uitwisselden.
Datzelfde jaar werd de Baenst rentmeester voor Zeeland Bewestenschelde. Van 1474 tot 1476 was hij ook ontvanger van het vorstelijk domein in Zeeland. Tot in 1475 was hij ook nauw betrokken bij de organisatie van de oorlogsvloten die Karel de Stoute wilde.

## In dienst van de hertogen
Zoals de meeste leden van de familie de Baenst verbond Guy II zijn lot aan de monarchen, de hertogen van Bourgondië. 
Zijn ganse loopbaan was hij raadsheer van de opeenvolgende hertogen Karel de Stute, Maria van Bourgondië, Maximiliaan van Oostenrijk en Filips de Schone.
Met de steun van Karel de Stoute werd hij in 1471 raadsheer van de Raad van Vlaanderen en in 1472 raadsheer-commissaris.
Na 1477 werd hij een van de belangrijkste Vlaamse ambtenaren in de omgeving van Maria van Bourgondië en volbracht hij verschillende diplomatieke missies in Zeeland en Holland.
In 1482 aarzelde hij geen ogenblik om, na de dood van Maria van Bourgondië, partij te kiezen voor Maximiliaan. Nadat Brugge in 1485 onderworpen was, zond de aartshertog Guy II naar de stad om een stadsbestuur aan te stellen dat goedgezind stond tegenover de vorst.
Toen op 2 juli 1485 Maximiliaan zelf een nieuw bestuur aanstelde voor het Brugse Vrije, werd Guy II tot een van de vier burgemeesters benoemd.  In die functie zette hij zich aanzienlijk in om de betaling te realiseren van de verschuldigde belastingen, ook al liepen die hoog op.
Tijdens de regelmatig voorkomende onlusten werd de woning in Sluis van Guido II bij herhaling geplunderd en zelfs vernield. De hertogen waakten er over dat hij telkens vergoed werd voor de geleden schade.

## Kinderen
Guy II de Baenst had verschillende kinderen, onder wie:
- Joos de Baenst (†1503) x Maria Adornes (†1509), baljuw en kastelein van Sluis
- Antonius de Baenst (†1511) x Barbara Despars, schepen en burgemeester van het Brugse Vrije
- Catherina de Baenst x Josse van Halewyn, belangrijk raadgever van de hertog
- Anna de Baenst x Jan Coustein, xx Hubrecht van Montfoort
- Elisabeth de Baenst x Jan van der Gracht, heer van Schardauwe (†1511)
- Margaretha de Baenst x Jan de Beer, secretaris van Karel de Stoute

Guy II de Baenst had ook vier bastaardzonen. Drie van hen werden gelegitimeerd. De jongste, Jacob de Baenst, bleef niet gelegitimeerd. Dit belette niet dat hij een belangrijke carrière volgde, in dienst van Maximiliaan van Oostenrijk.